# Maurice (Shelley)
Pour les articles homonymes, voir Maurice.
Maurice, également connu sous le titre, Maurice ou le cabanon du pêcheur (Maurice, or the Fisher's Cot) est un roman pour enfant de Mary Shelley écrit en 1820. 
Le livre n'a jamais été publié à l'époque. Le manuscrit original, considéré comme perdu, fut retrouvé en Italie en 1997.  

## Historique du roman

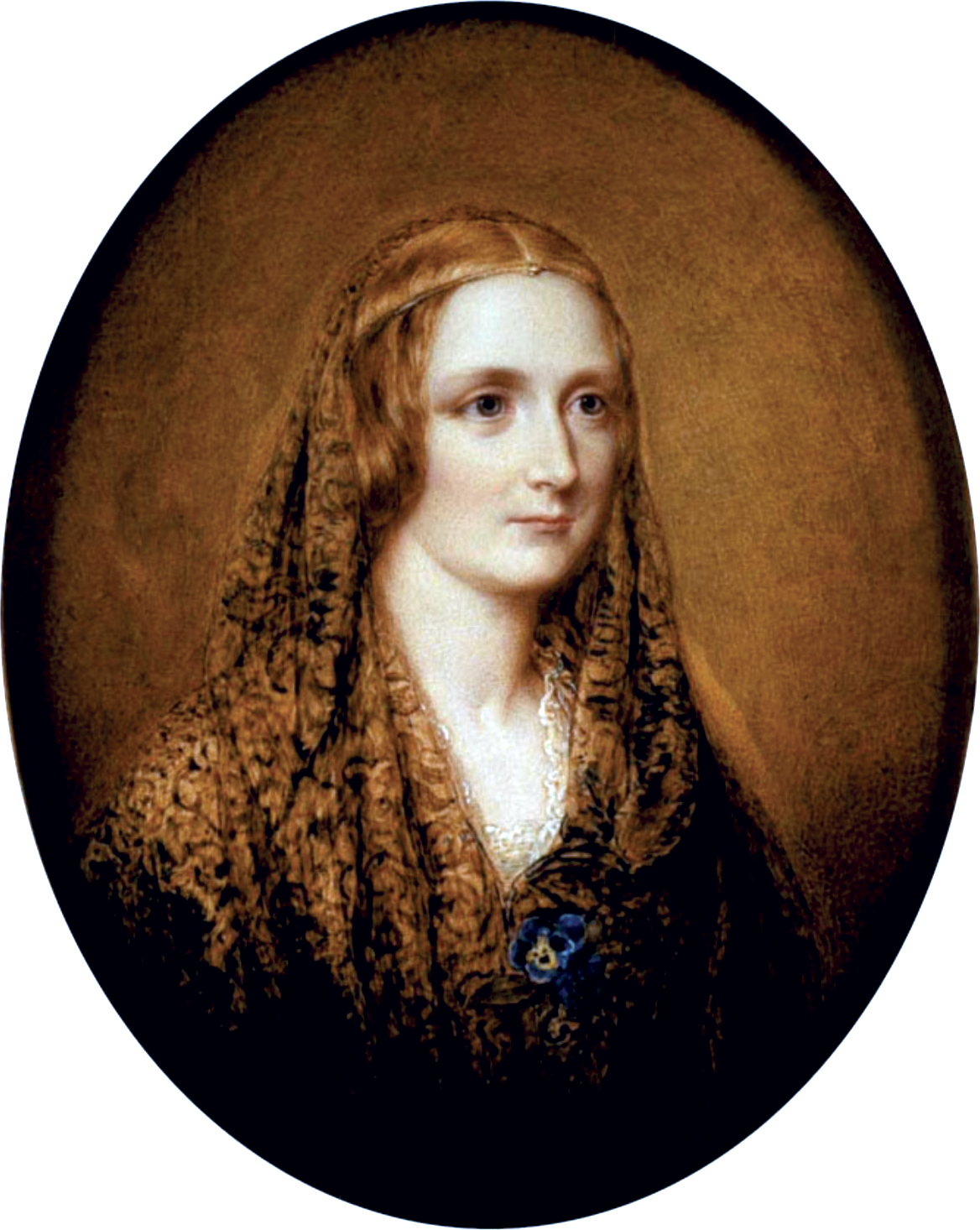
Mary Shelley

Maurice ou le cabanon du pêcheur est un roman que Mary Shelley a écrit pour Laurette, la petite fille de son amie lady Mountcashell, à l'occasion de son onzième anniversaire, alors que Mary séjournait à Pise en 1820. 

Après l'avoir achevé, elle en envoie également un exemplaire à son père, l'éditeur londonien William Godwin, mais ce dernier juge le récit trop court pour le publier. Ce manuscrit sera ensuite considéré comme perdu jusqu'en 1997 où il est redécouvert par Cristina Dazzi, arrière petite nièce de Laurette, dans le palais communal de San Marcello Pistoiese, petite ville de Toscane. Il est publié pour la première fois en langue française en 2001, avec une postface de Claire Tomalin qui a authentifié son origine.

## Résumé
Ce conte destiné aux enfants, est présenté comme l'histoire émouvante d'une enfance volée.
Un jeune garçon prénommé Henry soustrait par un couple à ses vrais parents a pris la décision de fuir cette famille et surtout cette fausse mère qui a changé son prénom en le dénommant Maurice. Après avoir erré, il se retrouve chez le vieux Barnett, un vieux pêcheur qui l’a recueilli à la mort de sa femme. Le père d’Henry qui n’a jamais cessé de chercher son petit garçon va retrouver la femme qui le lui a pris, ce qui l’amènera jusqu’à Maurice en qui il reconnaîtra son fils.